# Arany ribiszke
Az arany ribiszke (Ribes aureum) a ribiszkék nemzetségébe tartozó, Észak-Amerikában őshonos, ehető termésű növényfaj.

## Megjelenése

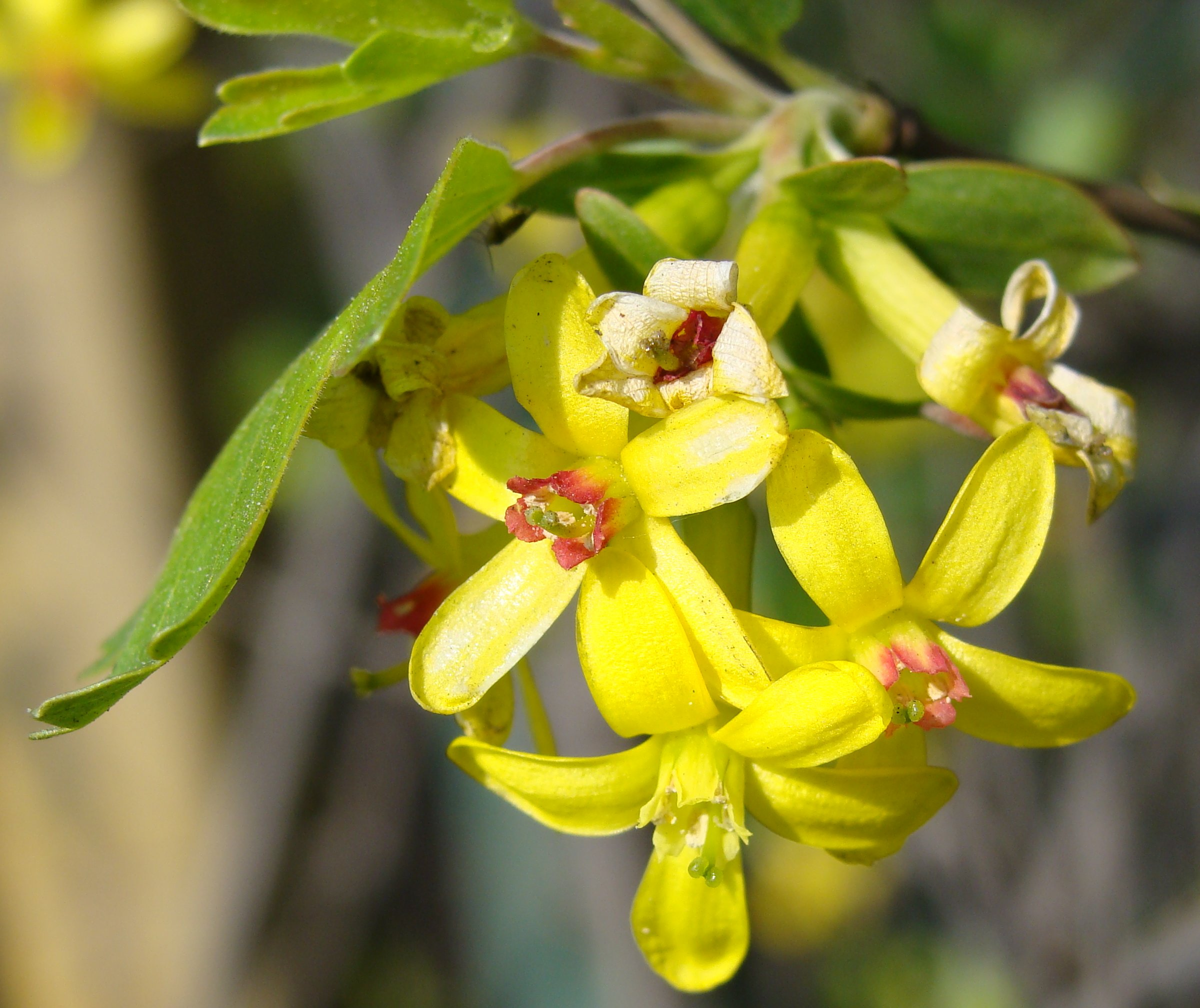
Az arany ribiszke virága

Az arany ribiszke 2-3 méterre növő lombhullató bokor, hajtásai felállóak, kevéssé ágaznak el. Őshazájában 4 méteresre is megnő, Magyarországon ritkán nagyobb 1,5 méternél. Hajtásai kopaszak vagy ritkásan szőrösek, tövistelenek. Kérge vörösesbarna. Rügyei nyúlánk tojásdadok, finoman szőrözöttek. Világoszöld levelei 2-4,5 cm hosszúak és 2,5-5,5 cm szélesek, kissé fényes felületűek, három-, ritkábban ötkaréjúak. A levélszél ép, a karéjok csúcsa felé kissé fogazott. A levélnyél majdnem olyan hosszú, mint a lemez. Ősszel a levelek vörösre színeződnek.
Élénk aranysárga virágai magányosan vagy maximum 15 virágot tartalmazó fürtökben, a levélhónaljakban nőnek. A kellemes illatú virágok ötszirmúak, porzót és bibét is tartalmaznak, legfeljebb 9 mm-esre nőnek. A csészelevelek aranysárgák, csészecsövet alkotnak (első pillantásra ők látszanak szirmoknak), jóval hosszabbak a sziromleveknél, amelyek felállóak, csúcsuk bíboros árnyalatú. Magháza alsó állású. 
Termése sokmagvú álbogyó, éretten fényes fekete (de előfordulnak sárga, vörös, barna bogyós változatok is), borsó méretű. A termés ehető, íze kesernyésen édeskés. Az ezermagtömeg 2 g körüli.   

## Elterjedése

Az arany ribiszke bogyói

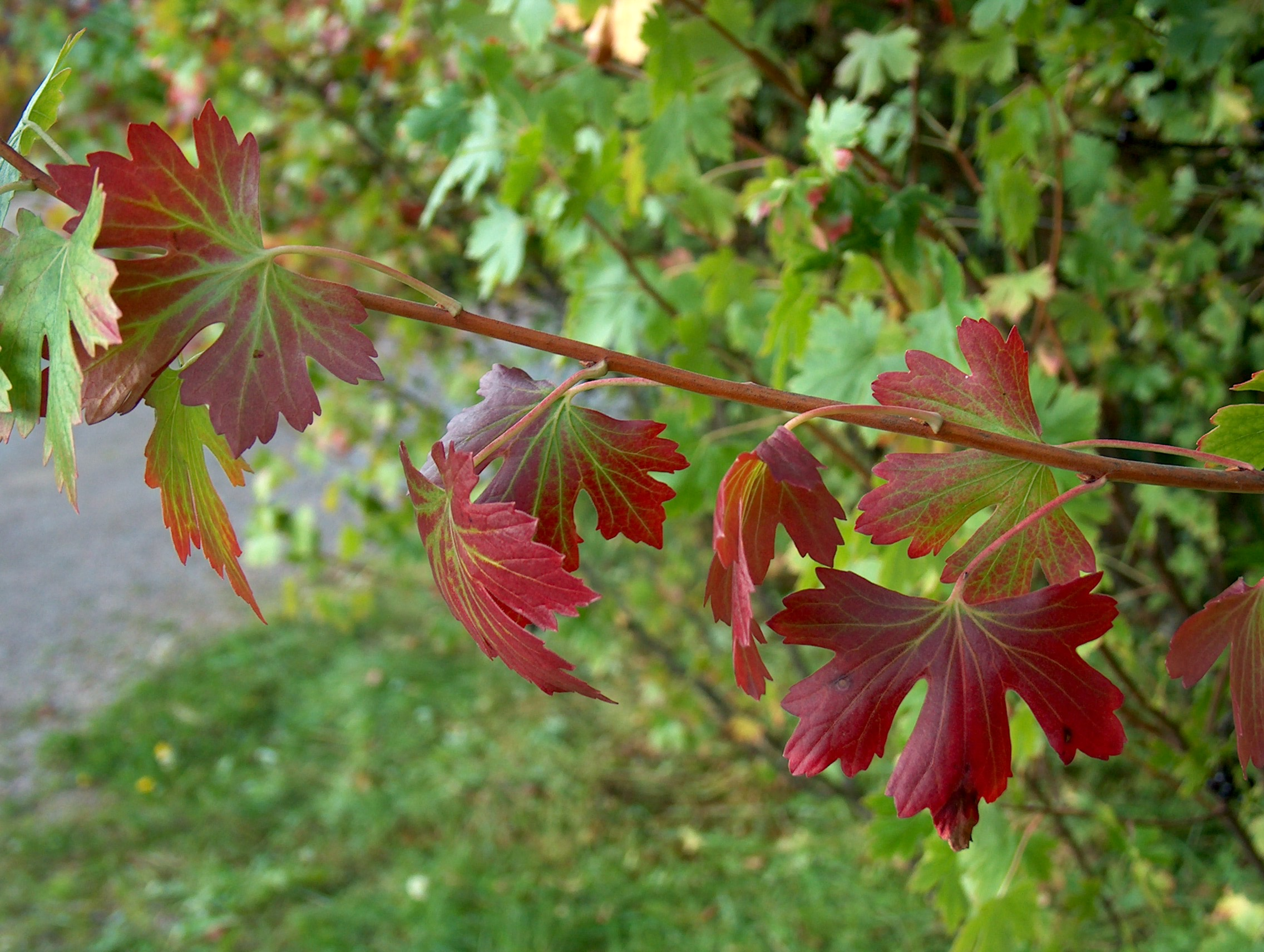
Őszi levelei

Észak-Amerikában honos, a Ribes aureum var. aureum a kontinens nyugati részén, Kanada Alberta tartományától egészen Nyugat-Texasig. A Ribes aureum var. odoratum az Egyesült Államok középső részén, a Nagy-tavaktól nyugatra fordul elő.
Európában, így Magyarországon a 19. századtól ültetett díszcserje, illetve nemesített ribiszke és egres oltóalanyának is használták. Németországban 1822-től ültették kertekben, itt 1883-ban észlelték kivadulását. Magyarországon vadon először 1872-ben észlelték.  

## Életciklusa
Nedvességkedvelő faj, gyakran fordul elő patakok, vízfolyások partján réteken, bozótosokban, örökzöld- vagy lombhullató erdőkben. Tűri a száraz vagy erősen csapadékos éghajlatot. Napigényes, a félárnyékot még tolerálja, de a sűrű lombkoronát nem. A földrajzi szélességtől függően 400–2800 m tengerszint fölötti magasságon él. Talajigénye az enyhén savanyútól (pH 6) a gyengén bázikusig terjed, a laza, humuszos homoktalajokat kedveli. Fagytűrő, elviseli a -35 °C-ot. 
Gyors növekedésű faj, háromévesen már virágzik. Őshazájában áprilistól júniusig nyílik, nálunk alapvetően májusban van a virágzási ideje. A beporzást rovarok végzik. A bogyók június-augusztus között érnek, egy bokron általában egyszerre. A terméseket madarak és emlősök fogyasztják, a magvak az ürülékükkel terjednek. A magok akár 17 évig is csíraképesek maradnak. A csírázáshoz legalább hatvan napos előzetes hideg környezet szükséges. Vegetatívan, sarjakkal is jól terjed, akár több négyzetméteres telepeket is fejleszt. A vegetatív terjedést égés, erős visszametszés, az öreg hajtások eltávolítása kiprovokálhatja.  
A többi ribiszkefajjal könnyen kereszteződik.

## Gazdasági jelentősége
Észak-Amerikában termése a csíkosmókusok étrendjének 10%-át teszi ki, ezenkívül az énekesmadarak, fajdok és prérifarkasok is megeszik. Hajtásait a hódok, leveleit a szarvasok fogyasztják. Az Egyesült Államokban köztesgazdája az öttős fenyőket támadó Cronartium ribicola üszöggombának, emiatt ott irtani is próbálták, bár nem sok sikerrel. 
Az arany ribiszkét az Egyesült Államokban a talajerózió megakadályozására és erdőújratelepítésnél ültetik. Bogyóit frissen, szárítva vagy lekvárként fogyasztják. Megszárított és porrá tört háncsát az indiánok sebek gyógyítására, borogatáshoz használták; főzetként a megdagadt lábat kúrálták vele. Magyar erdészeti szakkönyvek alföldi nemesnyárasok szegélyéhez, cserjeszintjéhez ajánlják, emellett a Pallagi-2 egresfaj oltóalanyaként alkalmazzák a kertészetek.
Magyarországon inváziós fajként tartják számon, bár magától csak kis hatékonysággal terjed, akkor is inkább csak vegetatív módon sarjadzással. Az alföldi tanyák mellé korábban gyakran ültették sövényként és gyümölcséért, és a cserjék a tanya pusztulása után is megmaradtak. Gyümölcsösökből (ahol oltóalanyként volt jelen) is többhelyütt kiszabadult. Természetvédelmi szempontból nem jelent problémát.       